# Heliophila amplexicaulis
Heliophila amplexicaulis är en korsblommig växtart som beskrevs av Carl von Linné d.y.. Heliophila amplexicaulis ingår i släktet solvänner, och familjen korsblommiga växter. Inga underarter finns listade i Catalogue of Life.